# Krutniów
Krutniów (ukr. Крутнів) – wieś na Ukrainie w rejonie krzemienieckim należącym do obwodu tarnopolskiego.
Wieś królewska, położona była w pierwszej połowie XVII wieku w województwie podolskim. Obok wsi przechodziła granica pomiędzy Monarchią Habsburgów a Imperium Rosyjskim.